# Gerres baconensis
Gerres baconensis és una espècie de peix pertanyent a la família dels gerrèids.

## Descripció
- Fa 17,8 cm de llargària màxima.[6]

## Hàbitat
És un peix marí, demersal i de clima tropical.

## Distribució geogràfica
Es troba al Pacífic occidental: el Japó i les Filipines.

## Observacions
És inofensiu per als humans.